# クリプトプシー
クリプトプシー (Cryptopsy) は、カナダ出身のテクニカルデスメタル・バンド。
メンバー全員が高度な演奏技術を有するデスメタル・バンドとして知られ、特にドラマーのフロ・モーニエは「メタル界最速」とも言われる超絶技巧で有名。
現在までに7枚のフルアルバムと1枚のライブアルバムを発表しており、総売り上げは30万枚を超す。過去に『LOUD PARK』を含めた数度の来日公演がある。

## 来歴

### 活動初期
- 1988年、当時はNecrosisという名前で結成される。初期のメンバーはMike Atkin(Dr)、Steve Thibault(Gu)、Dan Greening(Vo,後のLordである)、John Todds(Ba)であった。
- 1992年、ドラマーのAtkinが音楽性の違い(彼はスラッシュ/スピードメタルを好んでいた)によりバンドを脱退、Toddsの紹介によってFlo Mounier (Dr)が加入する。またベーシストのToddsも音楽より家庭を優先したいという意志から脱退。更にギタリストとしてDave Galea (Gu)が加入。
- 1993年、脱退したToddsに代わってKevin Weagle (Ba)がベーシストとして加入し、バンドはデモである『Ungentle Exhumation』をリリース。これが地方のレコード会社Gore Recordsの目に留まり、デモの再版がされた。

### 活動中期
- 1994年までにWeagleが脱退しMartin Fergusson (Ba)が加入、Galeaに代わりJon Levasseur (Gu)が加入する。このときのラインナップで1stアルバム『Blasphemy Made Flesh』をリリース。
- このアルバムのライブツアーが成功した後、Thibault(Gu)が脱退(しかし脱退後2、3ヶ月の間はバンドのマネージャーを務めていた)し、Fergussonに代わってEric Longlois (Ba)が加入する。
- 1996年、スウェーデンのレーベルロング・アゲイン・レコードから2ndアルバム『None So Vile』をリリース。その後新たにギタリストとしてMiguel Roy (Gu)をバンドに迎える。
- None So Vileのライブツアー後、ボーカルのLord　Wormが英語教師の仕事に専念するためにバンドを脱退。また当時彼は、Cryptosyの音楽性に対する嫌気を顕にしたこともあるという。
- 1997年、Lord Wormが新たなボーカルとしてMike DiSalvo (Vo)を薦め、彼がバンドに加入。前者と異なり、グラインドコアを彷彿とさせる要素は控えめで、よりハードコアな歌唱を特徴とした。このメンバーでメタルフェスに参加したバンドは、センチュリー・メディア・レコードの目に留まることとなる。
- 1998年、センチュリー・メディア・レコードから3rdアルバム『Whisper Supremacy』をリリース。このアルバムのライブツアーは全米に渡って行われ、バンドの存在はより多くの人に知られることとなる。

### 現在
- 2000年、Royに代わって新たにギタリストとしてAlex Auburn (Gu)を迎え、4thアルバム『...And Then You'll Beg』をリリース。このアルバムのライブツアーの後に、ボーカルのDiSalvoがモントリオールに住む彼女とその息子と共に生活をするためにバンドを脱退。
- 2001年、ヨーロッパと日本のライブツアーにおいて、バンドのファンであったMartin LaCroix (Vo)という男性がボーカルとして活動。彼の声は、Lord WormとDiSalvoの歌唱スタイルをそれぞれ持ち合わせたようだと評された。
- 同年、地元モントリオールで行われたライブを行う。このライブは録音され、2003年にライブアルバム『None So Live』としてリリースされる。これがLaCroix唯一の参加作品であるが、そもそも彼はフランス語を話し流暢な英語は出来なかったので、今後活動の中で歌詞を書くには不適当であった。
- 2003年、以前バンドを脱退したLord Worm (Vo)が再加入する。2004年にはモントリオールをはじめとしカナダでライブツアーを行った。尚、この間ギタリストのLevasseurがライブに参加できなかった為、旧メンバーのRoyが代役を務めた。その後はバンドMartyr、GorgutsのギタリストであるDan Mongrain (Gu)がRoyを引き継いだ。
- 2005年1月31日、Levasseurが過激な音楽に対して興味が無くなったためバンドの脱退を表明。脱退よるメンバーとの軋轢は無かったという。しかし2月から3月にかけて行われたライブツアー「Back to the Worms」ではギタリストとして活動した。
- 同年10月8日、5thアルバム『Once Was Not』をリリース。イントロの「Liminum」では、脱退したLevasseurがギターを弾いている。このアルバムのライブツアーには、バンドMythosisのギタリストChristian Donaldson (Gu)が参加、サフォケイションらと共に北アメリカをツアー。
- 同年、ドラマーMounierのプレイが収録されたDVD『Extreme Metal Drumming 101』がリリースされる。
- 2007年4月23日、バンドはボーカルのLord Wormを脱退させ新しいメンバーを迎えることを発表。彼は脱退の理由について「健康を考えてのこと」と説明し、バンドをクビになったことを否定している。12月4日には新メンバーとして、3 Mile ScreamのボーカルMatt Mcgachy (Vo)とキーボードのMaggie Durand (Key)が加入することが明らかになった。
- 2008年、6thアルバム『The Unspoken King』をリリース。このアルバムは元々『The Book of Suffering』という題名で2Disc仕様であったという。新メンバーの加入によってクリーンボイスが取り入れられるなど音楽面において変化が生じ、これを聴いたファンから賛否両論の反応が起こった。
- 2009年、ギタリストのAuburnがバンドの脱退を表明。この2,3ヵ月後に新メンバーとしてYouri Raymond (Gu)を迎えることを発表する。
- 2011年、かつてリードギターを担当していたJon Levasseurのバンドへの復帰が発表された。またベーシストのEric Langlois脱退も同時に発表され、Youri Raymondはベーシストにパートチェンジした。
- 同年、Youri Raymondも脱退し、翌2012年に、Olivier Pinard (Ba)が加入した。
- 2012年、7thアルバム『Cryptopsy』をリリース。同年、4度目の来日で『LOUD PARK』に出演。2015年にも来日を果たす予定だったがキャンセル。[4]
- 2023年5月8日、 Nuclear Blast  Records と契約したことを発表し、バンドにとって11年ぶりのフルレングスとなる8枚目のアルバム『As Gomorrah Burns』のアートワークと詳細を明らかにした。[5]
- 同年、バンドはアルバムのリリースと同時にツアーを開始した。正式にサウジアラビアで公演を行った西半球初のメタルバンドとなった。[6]
- 同年、12月12日と12月14日に来日公演を行った。[7]

## メンバー

### 現ラインナップ
- マット・マギャキー / Matt Mcgachy - ボーカル (2007- ）
- クリスチャン・ドナルドソン / Christian Donaldson - ギター (2005- )
- オリヴィエ・ピナール / Olivier Pinard - ベース (2012- )
- フロ・モーニエ / Flo Mounier - ドラムス (1992- )
本名Florient Mounier。1974年、フランス生まれ。後にカナダに移住した。そのドラミングにおけるテクニックの高さから、自身のプレイが収録されたDVD「Extreme Metal Drumming 101」が発売されている。バンドのリーダー的存在。

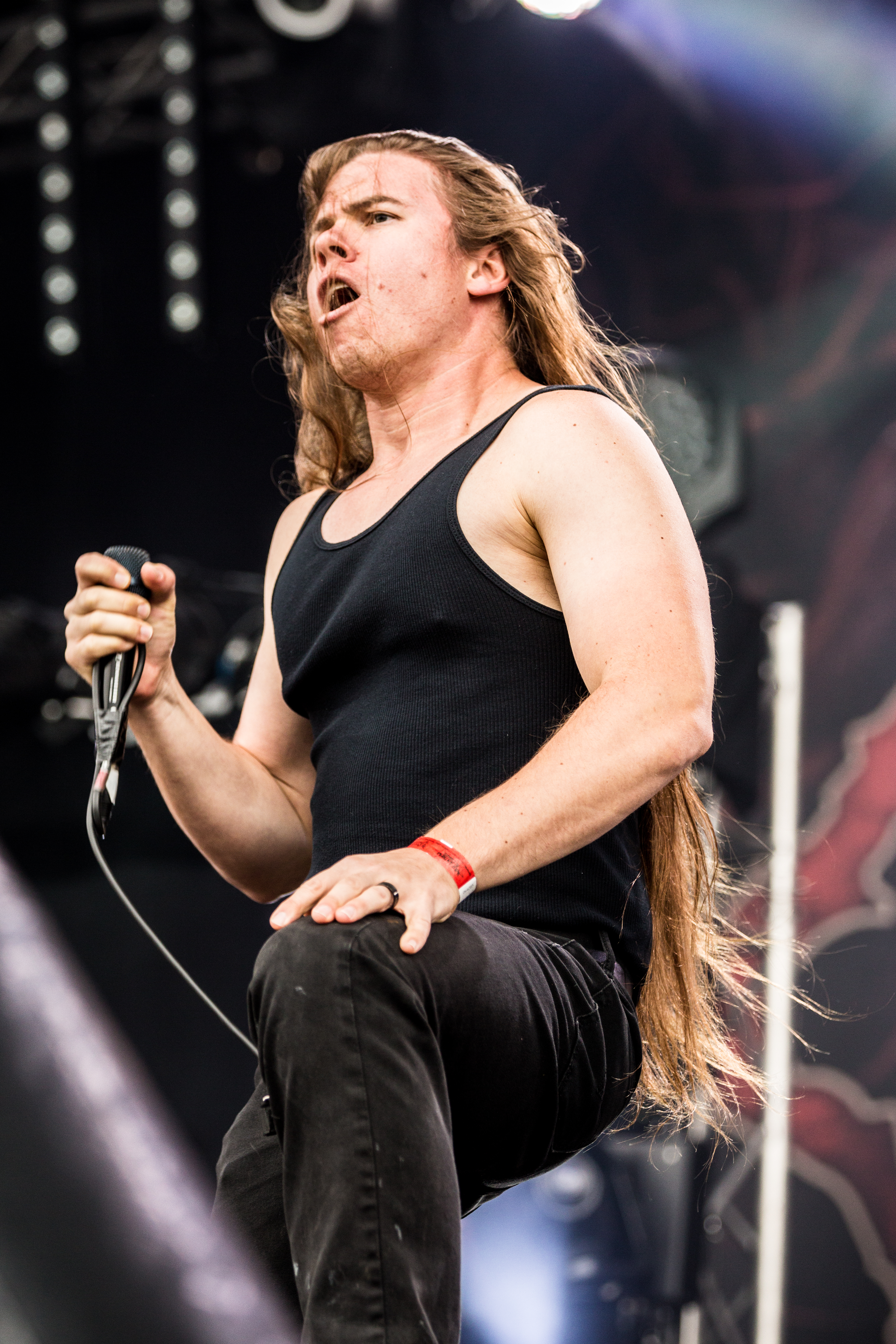
マット・マギャキー(Vo) 2017年
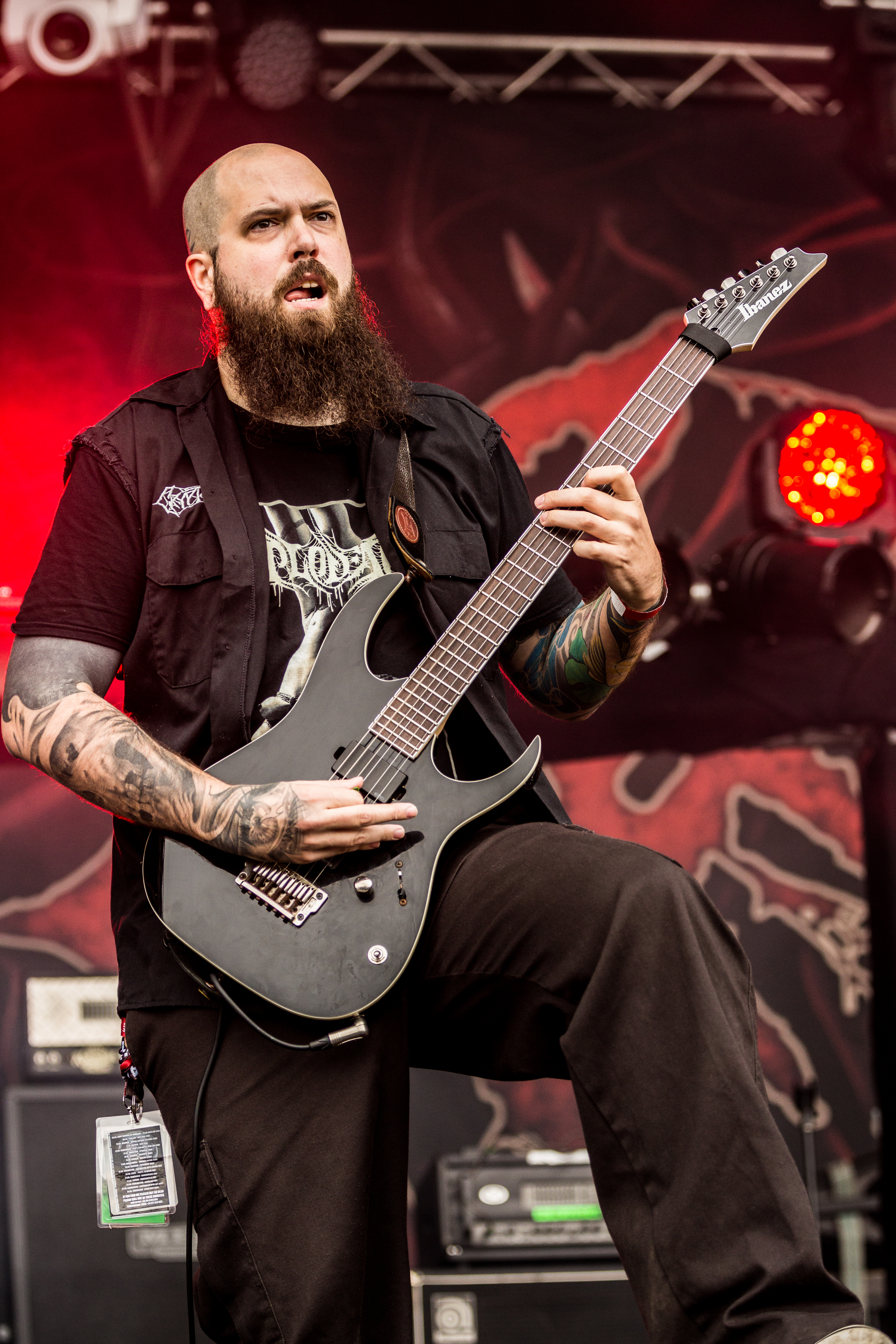
クリスチャン・ドナルドソン(G) 2017年
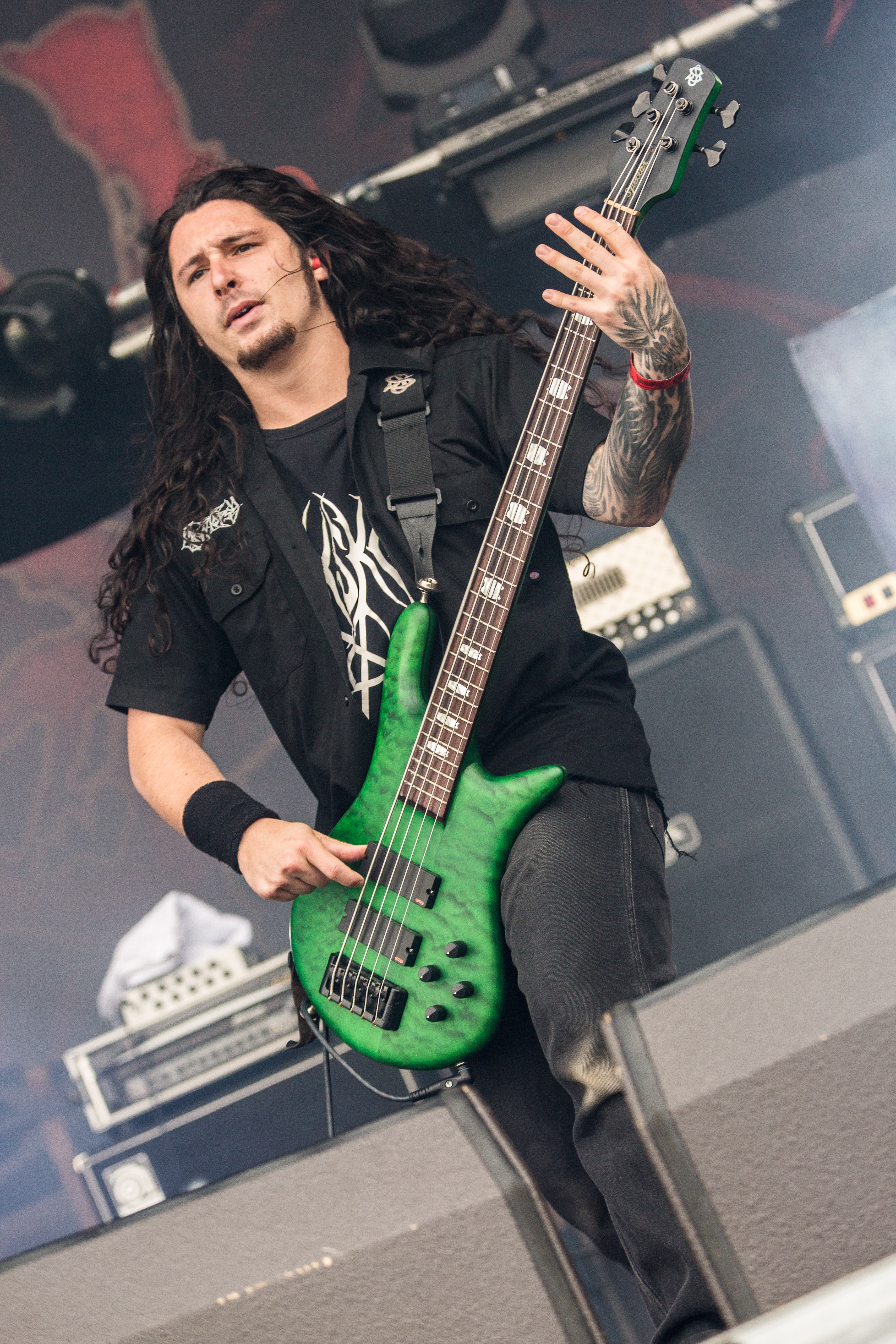
オリヴィエ・ピナール(B) 2017年
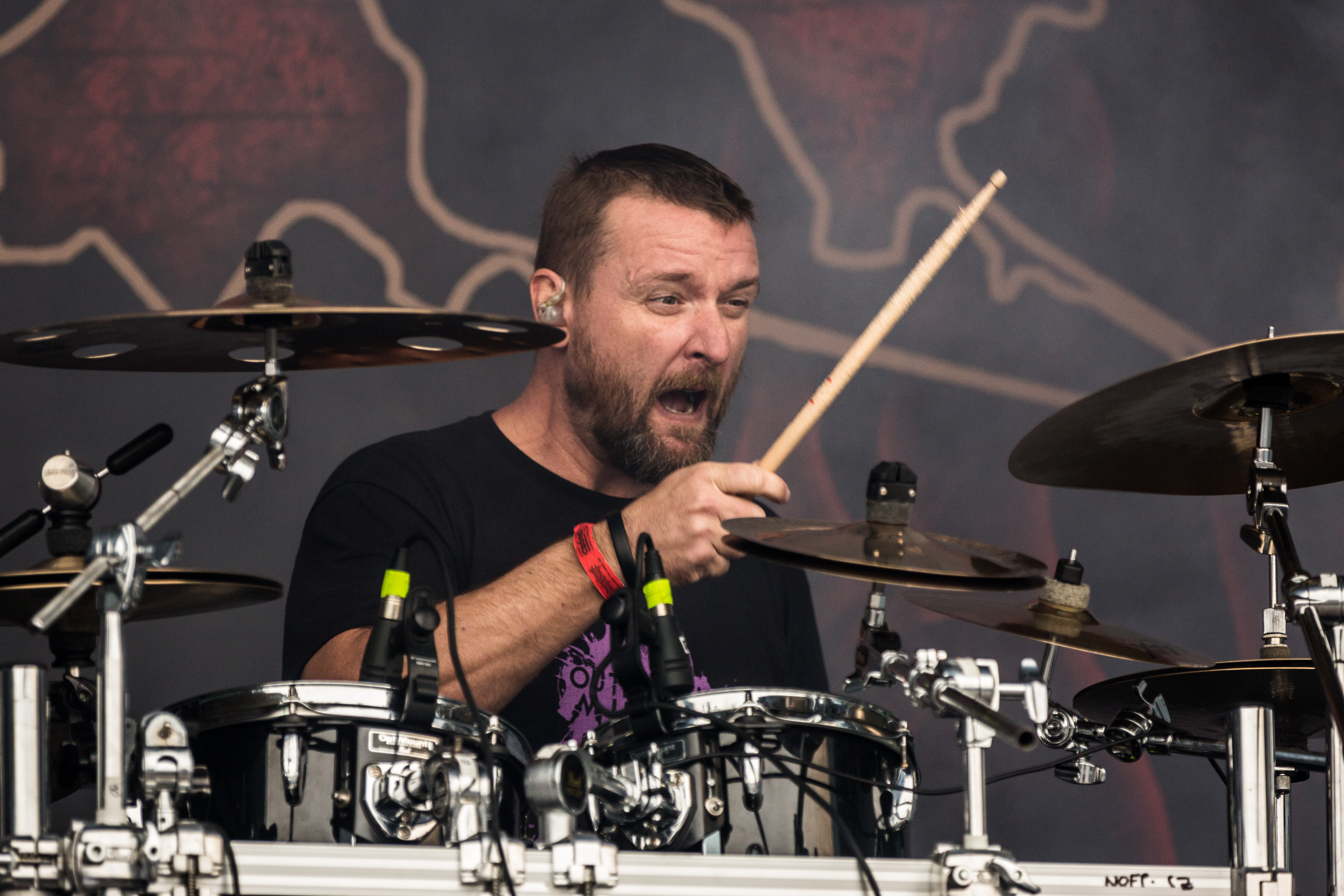
フロ・モーニエ(Ds) 2017年

### 旧メンバー
- ロード・ワーム (ダン・グリーニング) / Lord Worm (Dan Greening) - ボーカル (1988-1997, 2003-2007)
歌詞がまったく聞き取れないほどのデスボイスが特徴。
- スティーヴ・ティバルト / Steve Thibault - ギター (1988-1996)
- ジョン・トッド / John Todds - ベース (1988-1992) Necrosis時代のみ
- マイク・アトキン / Mike Atkin - ドラムス (1988-1992) Necrosis時代のみ
- デイヴ・ガリア / Dave Galea - ギター (1992-1993 ,2000)
- ケヴィン・ウィーグル / Kevin Weagle - ベース (1992-1993)
- ジョン・レヴァサー / Jon Levasseur - ギター (1993-2005, 2011-2012)
- マーティン・ファーガソン / Martin Fergusson - ベース (1994-1995)
- ミグエル・ロイ / Miguel Roy - ギター (1996-1999)
- エリック・ラングロワ / Eric Longlois - ベース (1996-2011)
- マイク・ディソルボ / Mike DiSalvo - ボーカル (1997-2001)
- アレックス・オウバーン / Alex Auburn - ギター/ボーカル (1999-2009)
- マーティン・ラクロワ / Martin Lacroix - ボーカル (2001-2003)　※2024年死去
- ダニエル・モングレイン / Daniel Mongrain - ギター (2004)
- マギー・デュランド / Maggie Durand - キーボード (2007-2008) スタジオのみでの活動。
- ユーリ・レイモンド / Youri Raymond - ギター/ベース (2009-2011, 2012-2013)

## ディスコグラフィ
オリジナル・アルバム
- 1994年 Blasphemy Made Flesh
- 1996年 None So Vile

Orgiastic Disembowelmentはキャプテン・スーパーマーケット、Crown of Hornsはエクソシスト3の音声がサンプリングされている。
- 1998年 Whisper Supremacy
- 2000年 ...And Then You'll Beg

...And Then Itではマトリックスの音声がサンプリングされている。
- 2005年 Once Was Not
- 2008年 The Unspoken King
- 2012年 Cryptopsy
- 2019年 The Book of Suffering
- 2023年 As Gomorrah Burns

ライヴ・アルバム
- 2003年 None So Live

コンピレーション
- 2012年 The Best Of Us Bleed

デモ
- 1993年 Ungentle Exhumtion